# Вулиця Шолом-Алейхема (Дніпро)

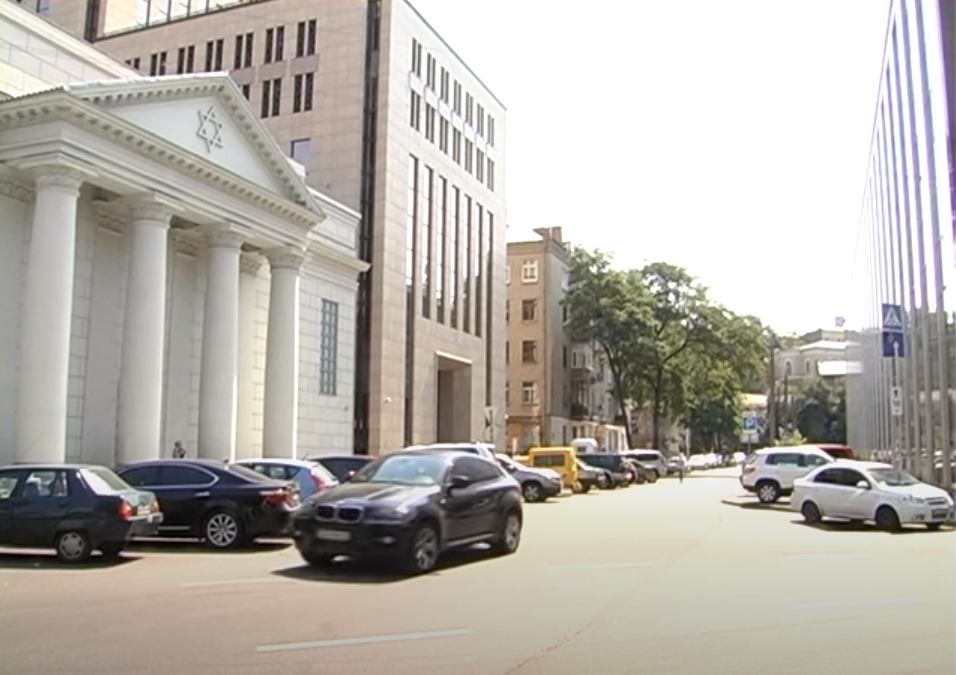
Вулиця Шолом-Алейхема, м. Дніпро

Вулиця Шолом-Алейхема — вулиця в Соборному районі Дніпра. Починається від вулиці Барикадної та закінчується вулицею В’ячеслава Липинського.

## Історія
Старовинна назва вулиці — Єврейська. Вулицю почали заселяти на початку XIX століття, тут було побудовано кам'яну будівлю хоральної синагоги, яка після реконструкції у 1996-2000 роках отримала назву «Золота Троянда». 

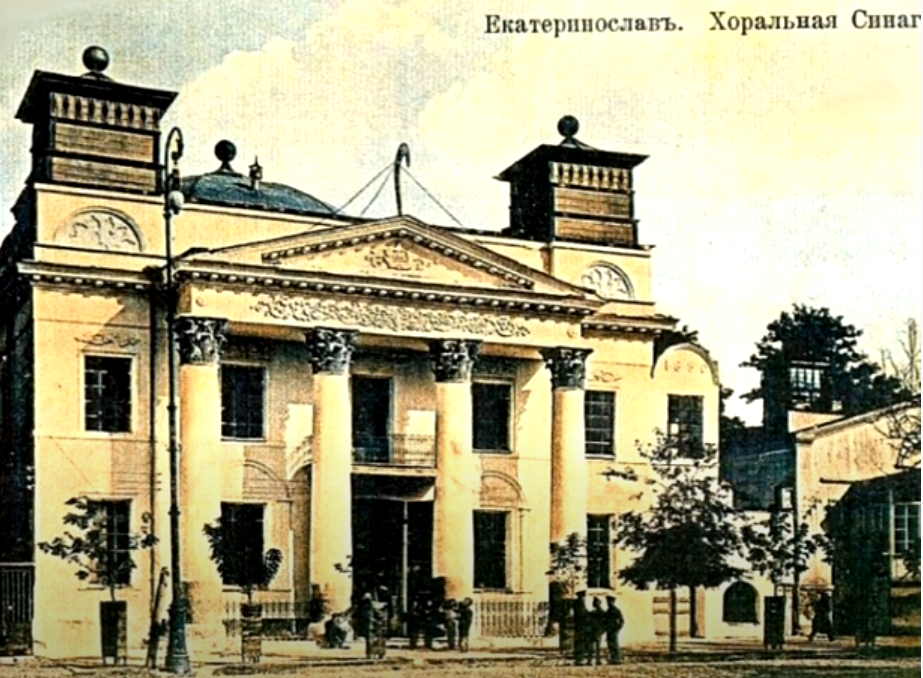

У радянські часи вулицю перейменували на честь Шолом Алейхема — єврейського письменника, життя якого було тісно пов'язане з Україною.

## Перехресні вулиці
Бере початок від вулиці Барикадної та переходить у вулицю В'ячеслава Липинського.
Перетинається Успенською площею та вулицею Магдебурзького права.

## Будівлі
- вул. Шолом-Алейхема, № 4:
- культурно-діловий центр «Менора»
- музей «Пам'ять єврейського народу і Голокост в Україні»
- центральна синагога Дніпра «Золота Троянда»